# Orientierungslauf-Juniorenweltmeisterschaften 1994
Die 5. Orientierungslauf-Juniorenweltmeisterschaften fanden vom 12. Juli bis 16. Juli 1994 in der Gegend von Gdynia in Polen statt.

## Junioren

### Kurzdistanz
| Platz | Land | Athlet               | Zeit      |
| ----- | ---- | -------------------- | --------- |
| 1     | SWE  | Jon Engkvist         | 28:50 min |
| 2     | NOR  | Holger Hott Johansen | 29:43 min |
| 3     | FIN  | Tommi Tölkkö         | 29:56 min |
| 4     | FIN  | Simo Martomaa        | 30:16 min |
| 5     | CZE  | Tomas Zakouřil       | 30:45 min |
| 6     | RUS  | Walentin Nowikow     | 31:33 min |
| 7     | FIN  | Jani Lakanen         | 31:51 min |
| 8     | CZE  | Radek Novotny        | 31:56 min |

Kurzdistanz: 

Ort: Dabrze 

Länge: 5,2 km

Steigung: 55 m 

Posten: 12

### Langdistanz
| Platz | Land | Athlet              | Zeit      |
| ----- | ---- | ------------------- | --------- |
| 1     | POL  | Robert Banach       | 1:11:41 h |
| 2     | POL  | Janusz Gliszczynski | 1:12:57 h |
| 3     | FIN  | Tommi Tölkkö        | 1:14:22 h |
| 4     | AUS  | Tom Quayle          | 1:17:40 h |
| 5     | HUN  | Gábor Domonyik      | 1:17:49 h |
| 6     | CZE  | Radek Novotny       | 1:18:05 h |
| 7     | NOR  | Viggo Molund        | 1:18:08 h |
| 8     | SWE  | Peter Svedin        | 1:18:12 h |

Langdistanz: 

Ort: Sopot 

Länge: 10,8 km

Steigung: 465 m 

Posten: 21

### Staffel
| Platz | Land | Athleten                                              | Zeit      |
| ----- | ---- | ----------------------------------------------------- | --------- |
| 1     | RUS  | Iwan Muraschow Michail Mamlejew Walentin Nowikow      | 2:36:57 h |
| 2     | FIN  | Jarkko Huovila Lasse Torpo Simo Martomaa              | 2:41:25 h |
| 3     | HUN  | Tamás Kronvald Ferenc Lévai Gábor Domonyik            | 2:44:34 h |
| 4     | POL  | Przemyslaw Domagala Janusz Gliszczynski Robert Banach | 2:45:27 h |
| 5     | DEN  | Søren Olsen Mads Ingvardsen Troels Nielsen            | 2:46:24 h |
| 6     | SWE  | Kalle Dalin Greger Berglund Johan Modig               | 2:47:51 h |
| 7     | LAT  | Girts Ozols Dzintars Salavs Pauls Platais             | 2:48:52 h |
| 8     | SUI  | Pascal Vieser Beat Berger Christoph Schilter          | 2:49:21 h |

Staffel: 

Ort: Bernardowo

## Juniorinnen

### Kurzdistanz
| Platz | Land | Athletin           | Zeit      |
| ----- | ---- | ------------------ | --------- |
| 1     | NOR  | Synne Lea          | 25:31 min |
| 2     | SWE  | Pia Olsson         | 26:15 min |
| 3     | FIN  | Terhi Hyttinen     | 26:49 min |
| 4     | SWE  | Annika Björk       | 27:02 min |
| 5     | SWE  | Kristina Kull      | 28:47 min |
| 6     | FIN  | Tiina Jukkola      | 29:26 min |
| 7     | FIN  | Satu Mäkitammi     | 29:32 min |
| 8     | DEN  | Christina Grøndahl | 29:42 min |

Kurzdistanz: 

Ort: Dabrze 

Länge: 3,9 km

Steigung: 50 m 

Posten: 9

### Langdistanz
| Platz | Land | Athletin           | Zeit      |
| ----- | ---- | ------------------ | --------- |
| 1     | DEN  | Christina Grøndahl | 54:24 min |
| 2     | SWE  | Pia Olsson         | 55:53 min |
| 3     | POL  | Ewa Kozłowska      | 56:49 min |
| 4     | NOR  | Synne Lea          | 57:04 min |
| 5     | NOR  | Ragnhild Myrvold   | 57:37 min |
| 6     | LAT  | Zanda Abzalone     | 57:42 min |
| 7     | SWE  | Kristina Kull      | 58:51 min |
| 8     | FIN  | Liisa Anttila      | 59:03 min |

Langdistanz: 

Ort: Sopot 

Länge: 7,3 km

Steigung: 245 m 

Posten: 14

### Staffel
| Platz | Land | Athletinnen                                           | Zeit      |
| ----- | ---- | ----------------------------------------------------- | --------- |
| 1     | SWE  | Pia Olsson Kristina Kull Annika Björk                 | 2:05:03 h |
| 2     | FIN  | Satu Mäkitammi Henna-Riikka Huhta Anu Heikkilä        | 2:05:49 h |
| 3     | POL  | Malgorazata Stankiewicz Aneta Jabłońska Ewa Kozłowska | 2:06:45 h |
| 4     | NOR  | Elisabeth Holmboe Ragnhild Myrvold Synne Lea          | 2:08:20 h |
| 5     | CZE  | Katerina Ticha Martina Horackova Katerina Pracna      | 2:09:38 h |
| 6     | SUI  | Barbara Schultness Sabine Gilgien Brigitte Grüniger   | 2:13:07 h |
| 7     | GER  | Brit Conrad Katja Bumann Judith Keinath               | 2:13:39 h |
| 8     | LTU  | Aiste Malaiskaite Dalia Uzkurelyte Inga Veiknyte      | 2:13:47 h |

Staffel: 

Ort: Bernardowo 

## Medaillenspiegel
| Platz | Land     | Gold | Silber | Bronze | Gesamt |
| ----- | -------- | ---- | ------ | ------ | ------ |
| 1     | Schweden | 2    | 2      | –      | 4      |
| 2     | Polen    | 1    | 1      | 2      | 4      |
| 3     | Norwegen | 1    | 1      | –      | 2      |
| 4     | Dänemark | 1    | –      | –      | 1      |
| 4     | Russland | 1    | –      | –      | 1      |
| 6     | Finnland | –    | 2      | 3      | 5      |
| 7     | Ungarn   | –    | –      | 1      | 1      |